# Binoculair zien
Binnen de wetenschap van het zien richt binoculair zien zich op de vraag hoe we de wereld waarnemen met twee ogen in plaats van één. Er worden twee gebieden onderscheiden: richtingzien en dieptezien.  Daarnaast kunnen beide ogen elkaars gezichtsvermogen via binoculaire interactie positief of negatief beïnvloeden.
In de medische wetenschap verwijst binoculair zien naar aandoeningen en tests en oefeningen om binoculair zien te verbeteren.
In de biologie verwijst binoculair zien naar het feit dat binoculair zien ook veel bij dieren voorkomt, maar afhankelijk van het fysiek van het dier en de leefomgeving enorm kan verschillen. Als dieren twee ogen hebben die niet op op enigerlei wijze samenwerken, dan is er sprake van (dubbel) monoculair zien. 
In de maatschappij verwijst binoculair zien  naar toepassingen voor het zien van stereoscopische beelden en hulpmiddelen voor binoculair zien.

## Richtingzien
Richtingzien richt zich op de vraag hoe de beelden van beide ogen in de waarneming worden gecombineerd tot één beeld en hoe de richtingen waarin elk oog de objecten om ons heen ziet, worden omgezet in praktisch bruikbare informatie.
Het hoofdartikel over richtingzien beschrijft dat de richting waarin het linker- en rechteroog een object zien op drie verschillende manieren kan worden gecombineerd. Dit leidt tot het zien van een enkelbeeld, dubbelbeeld of een gefuseerd beeld. Deze waarneming is gekoppeld aan een bepaalde kwaliteit van dieptewaarneming: fijne stereopsis of grove stereopsis.

## Dieptezien
Binoculair dieptezien richt zich op de vraag hoe de hersenen het verschil in perspectief tussen de twee ogen gebruiken om vormen en objecten te herkennen, om door camouflage heen te kijken en om informatie te verzamelen over ruimtelijke relaties.
Het hoofdartikel over stereopsis bespreekt de kwaliteiten van dieptewaarneming, het gebied van de ruimte dat ze bestrijken en hoe de waarnemer dit controleert via aandacht en oogbewegingen.

## Binoculaire interactie
Er is sprake van binoculaire interactie als er een wisselwerking is tussen beide ogen waardoor het gezichtsvermogen met twee ogen anders is dan met een oog alleen. Het gezichtsvermogen kan beter zijn (binoculaire sommatie) of slechter (binoculaire inhibitie).

### Binoculaire sommatie
Bij binoculaire sommatie versterken de signalen van beide ogen elkaar  zodat de gezichtsscherpte, contrastgevoeligheid, flikkergevoeligheid en helderheidsgevoeligheid verbeteren. Maximale binoculaire sommatie treedt op wanneer de gevoeligheden van elk oog afzonderlijk gelijk zijn. Verschillen in gevoeligheid verminderen het effect van binoculaire sommatie. Het effect van binoculaire sommatie neemt af met de leeftijd.

### Binoculaire inhibitie
Bij binoculaire inhibitie is het zicht met twee ogen slechter dan met een oog. Dit kan gebeuren bij scheelzien of een lui oog, omdat het zwakkere oog het sterkere verstoort. Oogdominantie is een vorm van binoculaire inhibitie.

#### Oogdominantie
Oogdominantie is het verschijnsel dat het beeld dat door een oog in de hersenen ontstaat het beeld van het andere oog kan onderdrukken.

## Perceptiesystemen
Informatieverwerking voor richtingwaarneming en dieptewaarneming vindt plaats in twee systemen. Het ene systeem is gespecialiseerd in kleur en fijne details en houdt zich bezig met het ontdekken van vormen en objecten in een relatief statische omgeving. Het andere systeem is gespecialiseerd in het ontdekken van ruimtelijke relaties in een veranderende omgeving. Het eerste systeem draagt bij aan de waarneming van samengevoegde beelden met fijne diepte-informatie. Het tweede systeem draagt bij aan de waarneming van dubbele beelden die snel in plaats (diepte) kunnen veranderen en waarbij de grove locatie de belangrijkste informatie is.

## Aandoeningen en tests
Ongeveer tachtig procent van de mensen kan diepte zien, maar niet altijd even goed. Er zijn verschillende tests om te bepalen hoe goed iemand diepte kan zien en er zijn oefeningen om de dieptewaarneming te verbeteren. Als één oog niet goed functioneert of zelfs blind is, kan dit volledige stereoblindheid veroorzaken. Er zijn ook andere oogaandoeningen die het binoculaire zicht beïnvloeden. Soms werken de oogspieren bijvoorbeeld niet goed, waardoor de beelden van beide ogen niet goed op elkaar aansluiten. Of één oog is dominant, waardoor de signalen van het andere oog niet in het binoculaire beeld doorkomen, of waardoor de richting waarin een object wordt gezien verandert. Als oogdominantie tijdig wordt opgemerkt, kan worden geprobeerd deze te verminderen door middel van oefening, bijvoorbeeld door het dominante oog tijdelijk af te tapen.

### Vóórkomen
Afwijkingen van het binoculaire zicht behoren tot de meest voorkomende visuele stoornissen. Ze gaan meestal gepaard met symptomen zoals hoofdpijn, asthenopie, oogpijn, wazig zien en af en toe dubbelzien. Ongeveer 20% van de patiënten die naar een optometriekliniek komen, heeft binoculaire zichtafwijkingen. Omdat het gebruik van digitale hulpmiddelen steeds gebruikelijker wordt, gebruiken veel kinderen digitale hulpmiddelen gedurende een aanzienlijke periode. Dit kan leiden tot verschillende binoculaire zichtafwijkingen zoals verminderde accommodatieamplitudes, accommodatievermogen en positieve fusionele convergentie, zowel dichtbij als veraf.  De meest effectieve manier om afwijkingen in het gezichtsvermogen te diagnosticeren is met de nabije convergentietest. Tijdens de NPC-test wordt een doel, bijvoorbeeld een vinger, naar het gezicht gebracht totdat de onderzoeker opmerkt dat één oog naar buiten is gedraaid en/of de persoon diplopie of dubbelzien heeft ervaren. Binoculaire afwijkingen kunnen tot op zekere hoogte worden gecompenseerd door aanpassingen van het visuele systeem. Als de afwijkingen van het binoculair zicht echter te groot zijn (bijvoorbeeld als het visuele systeem zich zou moeten aanpassen aan te grote horizontale, verticale, torsie- of grootte- (aniseikonische) afwijkingen) hebben de ogen de neiging om binoculair zicht te vermijden, wat uiteindelijk scheelzien veroorzaakt of verergert.

### Lui oog
Een lui oog of amblyopie is een neurovisuele ontwikkelingsstoornis. De aandoening wordt gekenmerkt door een onderontwikkeling van verschillende visuele kenmerken en vaardigheden zoals gezichtsscherpte, oogbewegingen, oogsamenwerking en binoculair dieptezien.

### Dubbelzien
Dubbelzien of diplopie  is wanneer een persoon zijn omgeving twee keer ziet. De twee beelden kunnen zowel boven als naast elkaar staan en in de diagonaal.

### Scheelzien
Scheelzien, loensen, of strabisme is een oogafwijking waarbij de ogen niet in dezelfde richting kijken.
Het is bekend dat volledig binoculair zicht, inclusief stereopsis, van invloed is op het herstel na een operatie om de ogen recht te zetten. Veel mensen met een gebrek aan stereopsis hebben (of hadden) last van scheelzien. Dit kan het zelfvertrouwen negatief beïnvloeden, omdat het normaal oogcontact verstoort, wat vaak leidt tot schaamte, woede en ongemakkelijke gevoelens.

### Aniseikonia
Aniseikonia is een oogaandoening waarbij er een significant verschil is in de grootte van de netvliesbeelden van beide ogen, veroorzaakt door verschillen in refractie tussen de ogen.

### Stereoblindheid
Stereoblindheid is het onvermogen om binocuaire diepte (3D) waar te nemen. Oorzaken zijn onder andere blindheid aan één oog, dubbelzien en scheelzien.

### Visietherapie
Visie therapie is een omstreden behandeling om stereopsis te verbeteren.<referentie>

### Overige aandoeningen
Om stereopsis en enkelzien te behouden, moeten de ogen nauwkeurig gericht zijn. De positie van elk oog wordt aangestuurd door zes oogspieren. Kleine verschillen in de lengte, aanhechtingspositie of kracht van dezelfde spieren in beide ogen kunnen ertoe leiden dat één oog de neiging heeft om naar een andere positie in de oogkas te drijven dan het andere, vooral wanneer men vermoeid is. Dit staat bekend als forie. Een manier om dit te ontdekken is met de cover-uncover test. Om deze test uit te voeren, kijkt u naar de ogen van een meewerkende persoon. Bedek één oog van die persoon met een kaartje. Laat de persoon naar uw vingertop kijken. Beweeg de vinger rond; dit is om de reflex te doorbreken die normaal gesproken een bedekt oog in de juiste vergentiepositie houdt. Houd uw vinger stil en onthul vervolgens het oog van de persoon. Kijk naar het onbedekte oog. U kunt het snel zien bewegen van scheelzien naar de juiste positie. Als het onbedekte oog van buiten naar binnen bewoog, heeft de persoon esoforie. Als het van binnen naar buiten bewoog, heeft de persoon exoforie. Als het oog helemaal niet bewoog, heeft de persoon orthoforie. De meeste mensen hebben een zekere mate van exoforie of esoforie; dit is heel normaal. Als het onbedekte oog ook verticaal bewoog, heeft de persoon hyperforie (als het oog van beneden naar boven bewoog) of hypoforie (als het oog van boven naar beneden bewoog). Dergelijke verticale forieën zijn vrij zeldzaam. Het is ook mogelijk dat het bedekte oog in zijn oogkas draait; een dergelijke aandoening staat bekend als cycloforie. Ze zijn zeldzamer dan verticale forieën. De covertest kan ook worden gebruikt om de richting van de afwijking bij cycloforieën te bepalen.
De cover-uncovertest kan ook worden gebruikt voor meer problematische aandoeningen van het binoculair zicht, de  tropia. Bij het covergedeelte van de test kijkt de onderzoeker naar het eerste oog terwijl hij of zij het tweede oog afdekt. Als het oog van binnen naar buiten beweegt, heeft de persoon exotropie. Als het van buiten naar binnen beweegt, heeft de persoon esotropie. Mensen met exotropie of esotropie hebben respectievelijk scheelzien. Dit zijn vormen van strabisme die gepaard kunnen gaan met amblyopie. Er bestaan talloze definities van amblyopie. Een definitie die al deze definities omvat, definieert amblyopie als een unilaterale aandoening waarbij het zicht slechter is dan 20/20 zonder duidelijke structurele of pathologische afwijkingen, maar waarbij een of meer van de volgende aandoeningen vóór de leeftijd van zes jaar optreden: amblyogene anisometropie, constante unilaterale esotropie of exotropie, amblyogene bilaterale isometropie, amblyogene unilaterale of bilaterale Astigmatisme (aandoening), beelddegradatie. Wanneer het bedekte oog het niet-amblyope oog is, wordt het amblyope oog plotseling het enige middel waarmee de persoon kan zien. Het scheelzien wordt zichtbaar door de beweging van dat oog om te fixeren op de vinger van de onderzoeker. Er bestaan ook verticale tropieën ( hypertropie en hypotrofie) en  cyclotropie. Afwijkingen van het binoculaire zicht omvatten: diplopie (dubbelzien), visuele verwarring (de waarneming van twee verschillende beelden die over dezelfde ruimte worden gelegd), onderdrukking (waarbij de hersenen het gezichtsveld van één oog geheel of gedeeltelijk negeren), horrorfusie (een actieve vermijding van fusie door een verkeerde ooguitlijning) en anomale retinale correspondentie (waarbij de hersenen de fovea van één oog associëren met een extrafoveaal gebied van het andere oog).  
<herschrijven>

### Testen voor stereopsis
Bij stereopsistesten (afgekort: stereotesten), worden stereogrammen gebruikt om de aanwezigheid en de scherpte van binoculair dieptezien (stereopsis) te meten.
Er zijn twee soorten klinische testen: random dot stereotesten en contourstereotesten. Random-dot stereotesten gebruiken afbeeldingen van stereofiguren die zijn ingebed in een achtergrond van willekeurige stippen. Contourstereotesten gebruiken afbeeldingen waarin de aan elk oog gepresenteerde doelen horizontaal gescheiden zijn.

#### Random-dot stereotesten
Het vermogen tot stereopsis kan bijvoorbeeld worden getest met de Lang-Stereotest, die bestaat uit een random-dot stereogram waarop een reeks parallelle stroken cylindrische lenzen in bepaalde vormen zijn afgedrukt, die de beelden die elk oog in deze gebieden ziet, van elkaar scheiden. vergelijkbaar met een hologram. Zonder stereopsis lijkt het beeld slechts op een veld met willekeurige stippen, maar de vormen worden zichtbaar met toenemende stereopsis en bestaan over het algemeen uit een kat (wat aangeeft dat er een stereopsis van 1200 boogseconden netvliesdispariteit mogelijk is), een ster (600 boogseconden) en een auto (550 boogseconden). Om de resultaten te standaardiseren, moet het beeld worden bekeken op een afstand van 40 cm van het oog en exact in het frontoparallelle vlak. Terwijl de meeste stereotests met willekeurige stippen, zoals de Random Dot "E"-stereotest of de TNO-stereotest, een speciale bril vereisen (d.w.z. met gepolariseerde of rood-groene glazen), werkt de Lang-stereotest zonder speciale bril, waardoor het gebruik bij jonge kinderen wordt vergemakkelijkt.

#### Contourstereotesten
Voorbeelden van contourstereotesten zijn de Titmus-stereotesten, waarvan de Titmus-vliegstereotest het bekendste voorbeeld is, waarbij een afbeelding van een vlieg wordt weergegeven met afwijkingen aan de randen. De patiënt gebruikt een 3D-bril om naar de afbeelding te kijken en te bepalen of er een 3D-figuur te zien is. De mate van afwijking in de afbeeldingen varieert, bijvoorbeeld 400-100 boogseconden en 800-40 boogseconden.

## Bij dieren
Binoculair zien lijkt niet alleen van belang voor het doorzien van camouflage, maar ook voor het sturen van fysieke bewegingen. Dit verklaart waarom niet alleen de mens maar ook veel andere diersoorten binoculair zien hebben ontwikkeld: binoculair zien is aangetoond bij zoogdieren, vogels, amfibieën en insecten.
Belangrijk voor het ontwikkelen van binoculair zien is de manier waarop een organisme leeft binnen een bepaalde leefomgeving en het voordeel dat binoculair zien in deze situatie heeft voor het vinden van een partner, het vinden van voedsel en het vermijden van gevaar. Dit kan per diersoort heel verschillend zijn. 
De plaats in de ruimte waar dieren diepte kunnen zien verschilt daardoor per diersoort. Ook de grootte van het gebied verschilt, waarbij dieren met de ogen van voren in een ruimer gebied diepte kunnen zien dan dieren die de ogen van opzij hebben. 
De mens ziet vooral relatieve diepte (stereopsis)) en alleen absolute, egocentrische diepte die hieruit kan worden afgeleid. Hoe dit is bij dieren is moeilijk vast te stellen.                      
De meeste vogels lijken geen binoculair dieptezien te hebben ondanks dat ze vaak wel een stukje overlappend gezichtsveld hebben. Voor het sturen van de vliegrichting is het optische stroomveld van belang, dat door elk oog afzonderlijk kan worden bepaald. Binoculaire overlap is in dat geval functioneel om recht vooruit te kunnen vliegen, en duidt niet noodzakelijk op een vermogen tot dieptezien. Binoculair dieptezien is (wel) functioneel bij vogels die hulpmiddelen gebruiken, zoals kraaien. Het is ook functioneel voor roofvogels die stilstaand wachten tot een prooi zich binnen pikbereik bevindt om op het juiste moment toe te kunnen slaan. Bij roofvogels die in de lucht hun prooi vangen ligt dit gebied hoger in het gezichtsveld, op het punt waar de prooi gegrepen wordt. In het algemeen hebben vogels die de ogen opzij hebben hebben een klein binoculair gezichtsveld dat is gericht op het gebied onder de snavel en of bij de poten, met een blinde vlek in het gebied direct onder de snavel. Roofvogels zoals de uil hebben een veel breder binoculair gezichtsveld. Door de afwezigheid van vergentie-oogbewegingen kunnen vogels  het gebied van stereopsis, als dit er al is, niet in de ruimte verplaatsen, zoals de mens dat wel kan.           

### Oogpositie

Het gezichtsveld van een duif (pigeon) vergeleken met dat van een uil (owl).

Dieren die hun twee ogen aan weerszijden van hun kop hebben, zoals een duif, beschikken vaak over een breder gezichtsveld terwijl het gebied in de ruimte waar binoculaire informatie kan worden verzameld daardoor kleiner is; sommige vogels hebben een totaal gezichtsveld van 360 graden. Dieren met ogen aan de voorzijde van de kop zoals een uil hebben een smaller totaal gezichtsveld, maar een groter gebied waar informatie binoculair binnen komt en waar dus in principe binoculair dieptezien mogelijk zou kunnen zijn. 
Naar voren gerichte ogen, en dus een kleiner totaal gezichtsveld, zijn vooral aanwezig binnen drie groepen gewervelde dieren: primaten, carnivoren en roofvogels. Grote dieren zoals potvissen en orka's, hebben hun twee ogen aan weerszijden van hun kop, hoewel niet is uitgesloten dat ze een stukje overlappend, binoculair gezichtsveld hebben.

### Oogbeweging

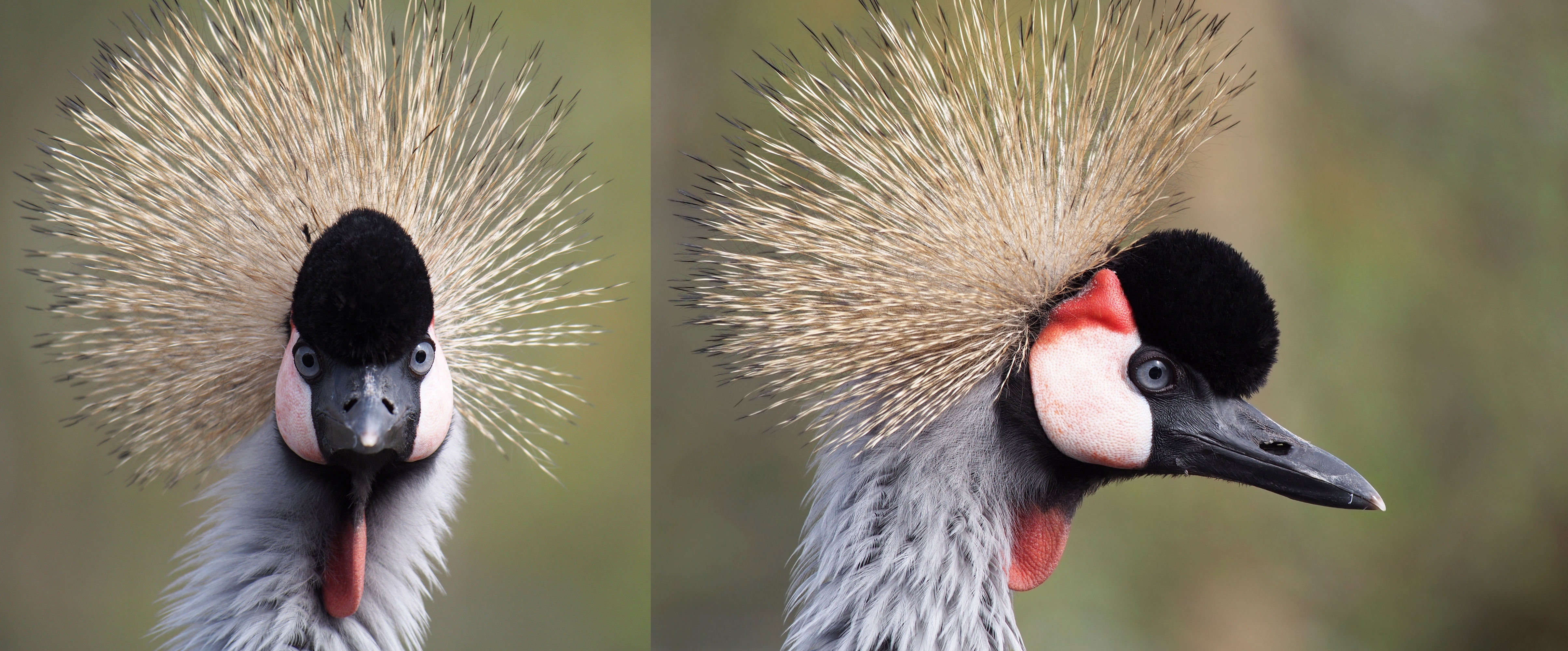
De grijze kroonkraan, een dier met lateraal geplaatste ogen die ook naar voren kunnen kijken

Bij dieren met zijwaarts geplaatste ogen bewegen deze vaak onafhankelijk van elkaar. Bij dieren met naar voren gerichte ogen bewegen de ogen meestal samen. Sommige dieren gebruiken beide strategieën. Een spreeuw heeft bijvoorbeeld ogen die zijwaarts geplaatst zijn voor een breed gezichtsveld, maar kan ze ook naar elkaar toe bewegen zodat ze naar voren wijzen, zodat hun velden elkaar overlappen en in theorie binoculair dieptezien mogelijk maken. Een opmerkelijk voorbeeld is de kameleon met ogen die op een soort van geschuttorens lijken te staan en die onafhankelijk van elkaar omhoog, omlaag, naar links en naar rechts kunnen bewegen. De kameleon lijkt beide ogen op één object te kunnen richten wat een aanwijzing kan zijn dat de kameleon in staat is tot binoculair dieptezien.
De precisie waarmee de ogen kunnen worden gericht en waarmee de beelden in de beide ogen kunnen worden geroteerd zodat het linker- en het rechterbeeld precies "op elkaar vallen", is bepalend voor de precisie waarmee richting en diepte kunnen worden gezien. Hierover is bij dieren nog weinig bekend.

### Interoculaire afstand
Interoculaire afstand is de afstand tussen de beide ogen. De interoculaire afstand bepaalt, theoretisch, de maximale nauwkeurigheid waarmee een dier binoculaire diepte (dispariteit) kan zien. Hoe groter de interoculaire afstand, hoe groter de nauwkeurigheid kan zijn. Een andere factor is de grootte van het details dat elk oog kan zien, en dus de scherpte van het beeld, En verder de mate waarin de blikrichtingen van beide ogen op hetzelfde punt gericht kunnen worden en de mate waarop de oriëntatie van de beide beelden precies op elkaar kan worden afgestemd, m.a.w. de precisie waarmee de twee retinabeelden in het binoculaire beeld samenvallen. Er is nog weinig bekend over hoe goed dieren dit kunnen en hoe ze hierin verschillen.

## Toepassing
Toepassingen voor binoculair zien zijn hulpmiddelen voor binoculair zien ten behoeve van het maken, vastleggen en bekijken van stereobeelden.
Met een binoculaire microscoop en een verrekijker kunnen beelden vergroot worden. Door de afstand tussen de voorste lenzen van de verrekijker te vergroten en de afstand tussen de voorste lenzen van de microscoop te verkleinen, wordt gezorgd dat de waargenomen diepte is afgestemd op de grootte van het beeld. In de loop van de geschiedenis zijn er verschillende soorten stereoscopen ontwikkeld waarmee speciaal geprepareerde stereo-opnamen (stereogrammen) in 3D kunnen worden bekeken, zowel thuis als in de bioscoop. De meest recente ontwikkeling is de VR-bril.

### Binoculaire kijkers
De waarneembare driedimensionale ruimte kan schijnbaar worden vergroot met een binoculaire verrekijker voor dingen die ver weg zijn en een binoculaire microscoop voor hele kleine dingen. Het is niet vanzelfsprekend dat door vergroten van het beeld ook diepte wordt gezien. Dit wordt hieronder uitgelegd.

#### Verrekijker
Met een verrekijker kan de wereld, die we van dichtbij kennen, ook vanaf een afstand worden bekeken. De optiek in de verrekijker zorgt dat de retinabeelden worden vergroot.  De waargenomen diepte wordt daarbij minder, het beeld oogt platter. Om de normale beeldverhouding te herstellen moet met een binoculaire kijker vanuit twee punten worden gekeken die verder uit elkaar liggen dan de beide ogen. Bij een binoculaire verrekijker zijn daarom de voorste lenzen met behulp van optische middelen (prisma's of spiegels) verder uit elkaar geplaatst. De zo te realiseren vergroting van de dieptedimensie is praktisch beperkt tot het gebied waarin stereopsis mogelijk is. Bij grotere diepte (dispariteit) lijkt het beeld plat. Het is voor een natuurlijke diepte-ervaring belangrijk dat de afstand tussen de twee lezen wordt afgestemd op de vergrotingsfactor van de verrekijker.

#### Microscoop
Met een binoculaire microscoop kan een microscopisch kleine wereld worden vergroot en bekeken. Om in deze kleine wereld diepte te kunnen zien die in verhouding staat tot de grootte van de aanwezige objecten, moet de afstand tussen de voorste lenzen van de microscoop veel kleiner zijn dan de normale afstand tussen onze ogen. Dit gebeurt met met dezelfde optische middelen als bij een binoculaire verrekijker, maar dan in een gespiegelde opstelling, zie figuur.

#### Zonder diepte
Ook zonder dat diepte wordt gezien heeft binoculair zien voordelen boven kijken met één oog. Als er voor wordt gezorgd dat de beelden van beide ogen goed overlappen en scherp zijn, dan versterken de beelden van beide ogen elkaar (binoculaire sommatie) en is het alsof het beeld helderder is. Dit is te vergelijken met het vergroten van de lichtsterkte door gebruik te maken van grotere lenzen.

### Stereobeelden
Binoculaire beelden kunnen worden vastgelegd door zowel het beeld dat het linker oog ziet en het beeld dat het rechter oog ziet, op te nemen in een stereogram.  De beelden kunnen tegelijk worden opgenomen (stereofotografie), of na elkaar (verkenningsstereogram, maanstereogram). Het met een stereocamera gelijktijdig opnemen van de beelden van het linker en rechter oog heeft als voordeel dat er geen valse dispariteiten ontstaan doordat de op te nemen scene tussen de opnames is veranderd.

#### Stereogram
Een stereogram is een set van twee beelden (plaatjes, video's of met de computer gegenereerde beelden), een voor elk oog, waarmee een binoculaire driedimensionale scene kan worden opgeroepen.
In een stereogram kunnen de twee plaatjes aan elkaar vast zitten,  met het plaatje voor het linker oog links en het plaatje voor het rechter oog rechts (L-R-stereogram), of met het plaatje voor het rechter oog links en voor het linker oog rechts (R-L-stereogram). Een stereogram kan ook bestaan uit twee losse plaatjes  die afzonderlijk in een stereoscoop worden geplaatst, of die speciaal zijn geprepareerd en over elkaar zijn geplaatst en waarbij met kleurfilters, polarisatiefilters of optische ribbels wordt gezorgd dat elk oog maar een van de plaatjes ziet.
Stereogrammen zijn en worden nog steeds veel gebruikt bij onderzoek aan dieptezien, voor amusement en educatie.
Stereogrammen kunnen met de hand worden gemaakt, door te tekenen met een computerprogramma, of door foto's te maken met een of twee fotocamera's (stereocamera) of videocamera's. De geometrie die gebruikt wordt om de juiste dispariteiten voor deze beelden te ontwerpen wordt beschreven in  epipolar geometry en computer stereo vision.
Voor natuurlijke scenes worden de opnames voor een stereogram meestal gemaakt vanuit waarnemingsposities die even ver uit elkaar liggen als de afstand tussen beide ogen. Bij macrofotografie moet deze afstand kleiner zijn om een natuurlijk diepte-effect te krijgen, en bij een verkenningsstereogram juist groter. Een ander bijzonder stereogram berust op de beweging van de maan ten opzichte van de zon (maanstereogram).
Er zijn een groot aantal stereogrammen bijzonder omdat ze een bepaalde cultuurperiode,  een bepaalde toepassing of techniek, of een belangrijke stap in het onderzoek naar binoculair zien representeren. De volgende stereogrammen behoren tot de laatste categorie. Op internet zijn meer voorbeelden te vinden.

#### Lijnstereogram

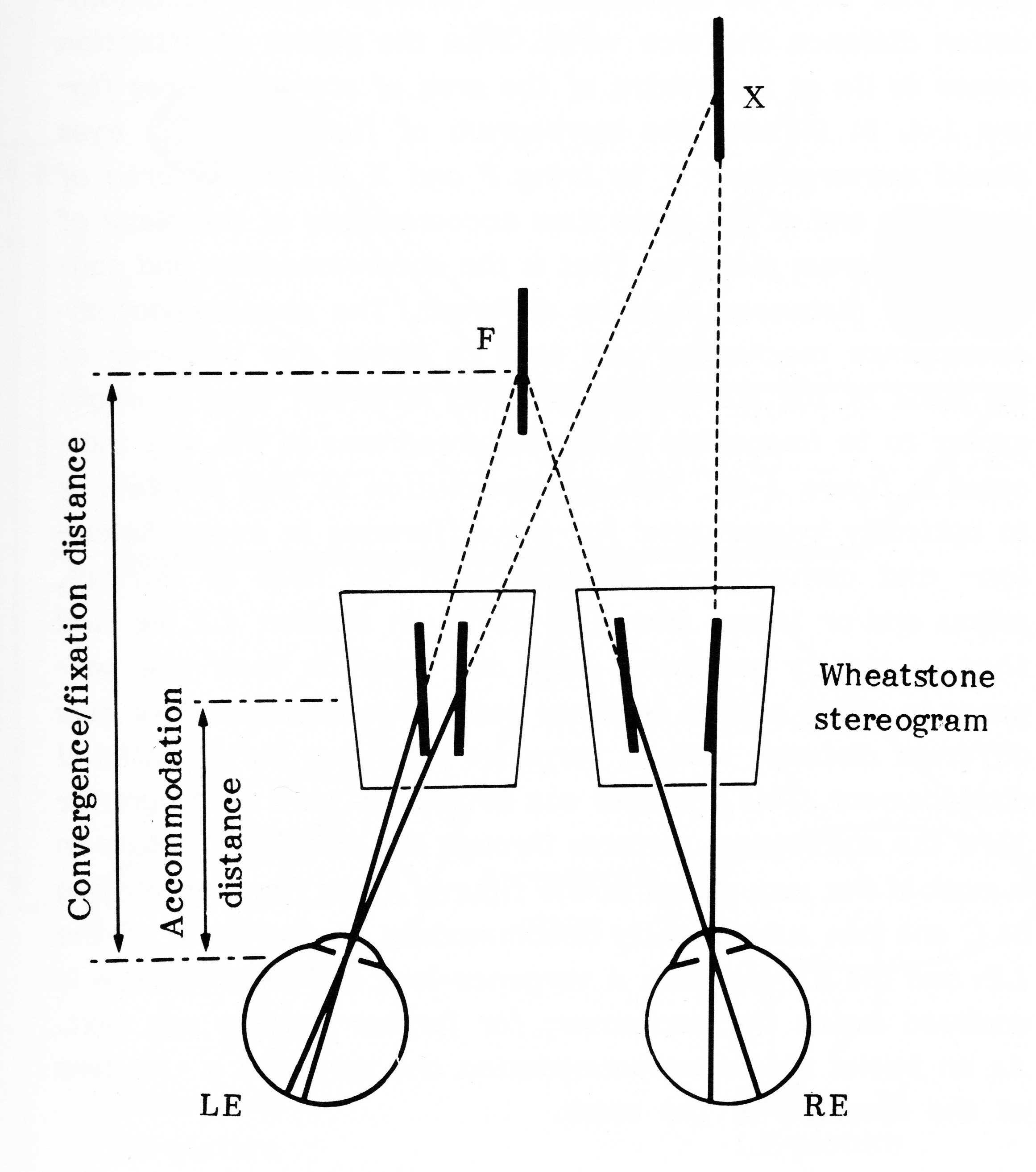
Lijnstereogram

Een lijnstereogram is een getekend stereogram. Het eerste stereogram was een lijnstereogram dat in 1838 door Charles Wheatstone werd gebruikt om aan te tonen dat binoculaire diepte ontstaat door binoculaire dispariteit. Dit type stereogram is sindsdien veel gebruikt om onderzoek te doen, en wordt daar nog steeds voor gebruikt.

#### Maanstereogram

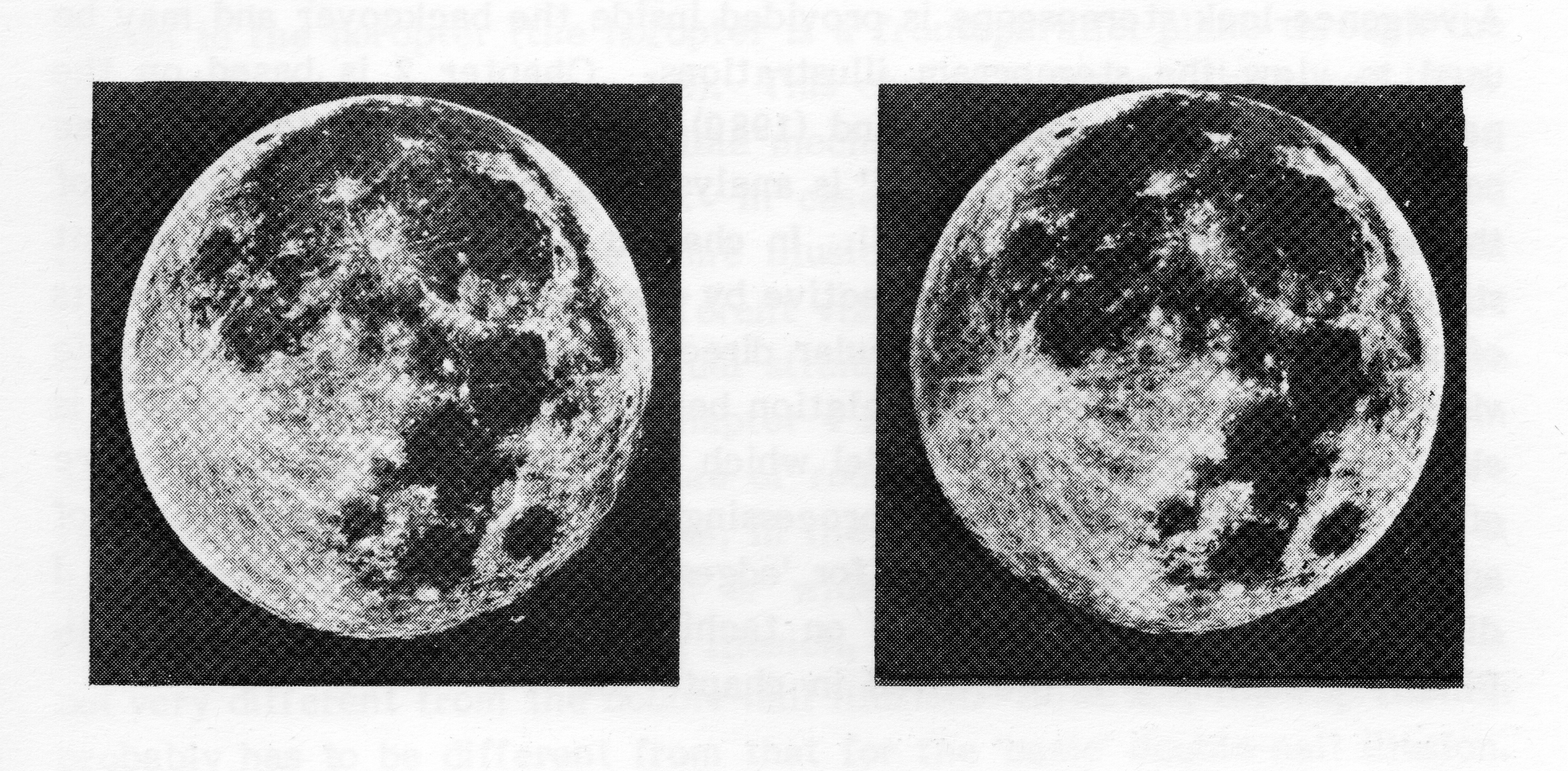
Maan stereogram. Foto's gemaakt op 15 september en 13 november, 1864, door Rutherford. Bekijk met gekruiste ogen.

Whipple bedacht in 1860 om op twee verschillende dagen een foto van de maan te maken en de foto's in een stereoscoop te bekijken. In de stereoscoop zorgt het wiebelen van de maan (maanlibratie) en de verschuiving van de schaduwen ervoor dat de bergen en kraters duidelijk in de diepte zichtbaar zijn. (Krol, 1982, p. 2-3). Dit stereogram illustreert dat er vele manieren zijn waardoor er dispariteiten kunnen ontstaan, niet alleen door de parallax van onze twee ogen.

#### Verkenningsstereogram
Stereogrammen worden sinds de eerste wereldoorlog gebruikt tijdens verkenningsvluchten. Tijdens de vlucht worden met regelmatige tijdsintervallen foto's gemaakt van het terrein. Opeenvolgende foto's worden per paar bekeken in een stereoscoop. Gecamoufleerde objecten zijn nu duidelijk in diepte te zien. Dit stereogram illustreert dat een stereogram ook met één camera kan worden gemaakt, en dat binoculair dieptezien helpt om camouflage te doorzien.

#### Random dot stereogram
Bij een random dot stereogram bestaat het linker en het rechter beeld uit stippen die willekeurig wit en zwart zijn. Stippen die in het linker beeld binnen een bepaalde (onzichtbare) vorm liggen, bijvoorbeeld een driehoek, komen ook voor in het rechter beeld, maar dan 1 of meer pixels verschoven. Als het stereogram met twee ogen wordt bekeken dan wordt de vorm zichtbaar door het diepteverschil met de omgevende stippen. Hiermee is onder andere aangetoond dat dieptezien vooraf gaat aan het zien van vormen (Julesz, 1960).

#### Stereotesten
Medici gebruiken verschillende typen stereogrammen om te testen of iemand diepte kan zien of stereoblind is, en hoe nauwkeurig het vermogen tot dieptezien is.

### Stereoscopie
Bij het bekijken van de opgenomen of gegenereerde beelden moet er voor worden gezorgd dat elk oog alleen het beeld ziet dat voor elk oog is vastgelegd. Dit kan met veel verschillende technieken. Deze technieken zorgen er voor   dat de ogen op de fysieke afstand van de stereopname kunnen scherpstellen, en tegelijkertijd op het corresponderende punt in de ruimte kunnen convergeren.  Hierbij moet de waarnemer soms leren om conflicten tussen beide reflexen te overwinnen (vergentie-accommodatieconflict). Tegenwoordig worden stereogrammen vaak aangeboden via een VR-bril.

#### Vergentie-accomodatie-conflict
Bij het rondkijken in een natuurlijke 3D-omgeving fixeren de ogen achtereenvolgens verschillende ruimtelijke punten. De ogen stellen hierbij automatisch scherp én convergeren op het gefixeerde punt. Bij het kijken naar een stereogram moeten de ogen op de afstand van de plaatjes scherpstellen en niet op de afstand van het fixatietiepunt. Het vergentiepunt moet bovendien meebewegen met het fixatiepunt om te zorgen dat het gebied voor stereopsis rond het fixatiepunt ligt. Dit betekent dat de vergentie- en accommodatiereflexen moeten worden ontkoppeld. Dit is te trainen, maar kan in het begin oogstress of hoofdpijn geven.

#### Stereoscoop
Een stereoscoop is een hulpmiddel om de twee plaatjes van een stereogram apart en scherp aan beide ogen te kunnen aanbieden en op andere afstand dan waar de ogen convergeren. Verschillende stereoscopen zijn geschikt voor verschillende typen stereogrammen. Er zijn verschillende typen stereoscopen, o.a. gebaseerd op lenzen, spiegels, prisma's, kleurfilters en polaroid filters. De eerste stereoscoop is bedacht door Wheatstone in 1838.
Grotere diepte-ervaring. Om het gevoel van diepte te vergroten worden het linker en rechter plaatje van stereofoto's soms iets verder uit elkaar geplaatst dan zou moeten voor een realistisch beeld. De verklaring voor het grotere dieptegevoel bij een grotere convergentie-afstand is dat de ogen iets verder weg moeten kijken (convergeren) dan past bij de oorspronkelijke situatie en het monoculaire perspectief in de plaatjes. De hersenen "corrigeren" dit door objecten groter en met meer diepte waar te nemen. Eenzelfde mechanisme ligt ten grondslag aan de verklaring van pseudocopie.

#### Pseudoscopie
Pseudoscopie is het bekijken van een stereogram van een natuurlijke scene waarbij de plaatjes voor beide ogen zijn verwisseld. Hierdoor keert de binoculaire diepte (dispariteit) om, bol wordt hol en v.v.. Het monoculaire perspectief is ongewijzigd, en dus conflicterend met de binoculaire diepteinformatie. Dit heeft tot gevolg dat nabije objecten groter lijken dan normaal en verder weg gelegen objecten kleiner. Dit geeft een surrealistisch gevoel.

#### Vergentie-Slot stereoscoop

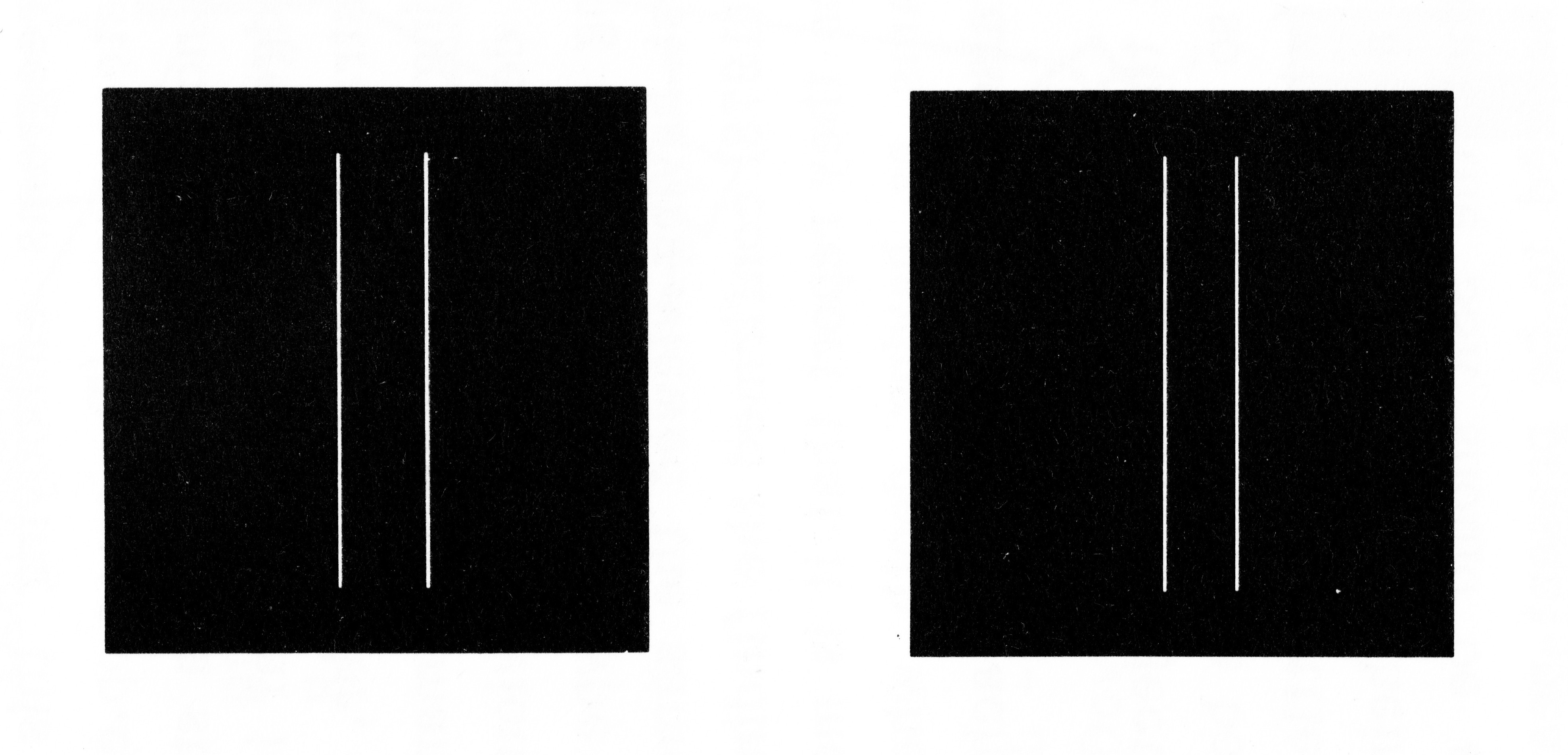
Lijnstereogram dat kan worden bekeken met gekruiste oogrichtingen.

De twee stereobeelden van een stereogram kunnen met enige oefening ook zonder stereoscoop bekeken worden. Een gangbare manier manier om dit te doen is met een stereogram waarbij het plaatje voor het linker oog zich rechts en het plaatje voor het rechter oog zich links bevindt (R-L-stereogram).

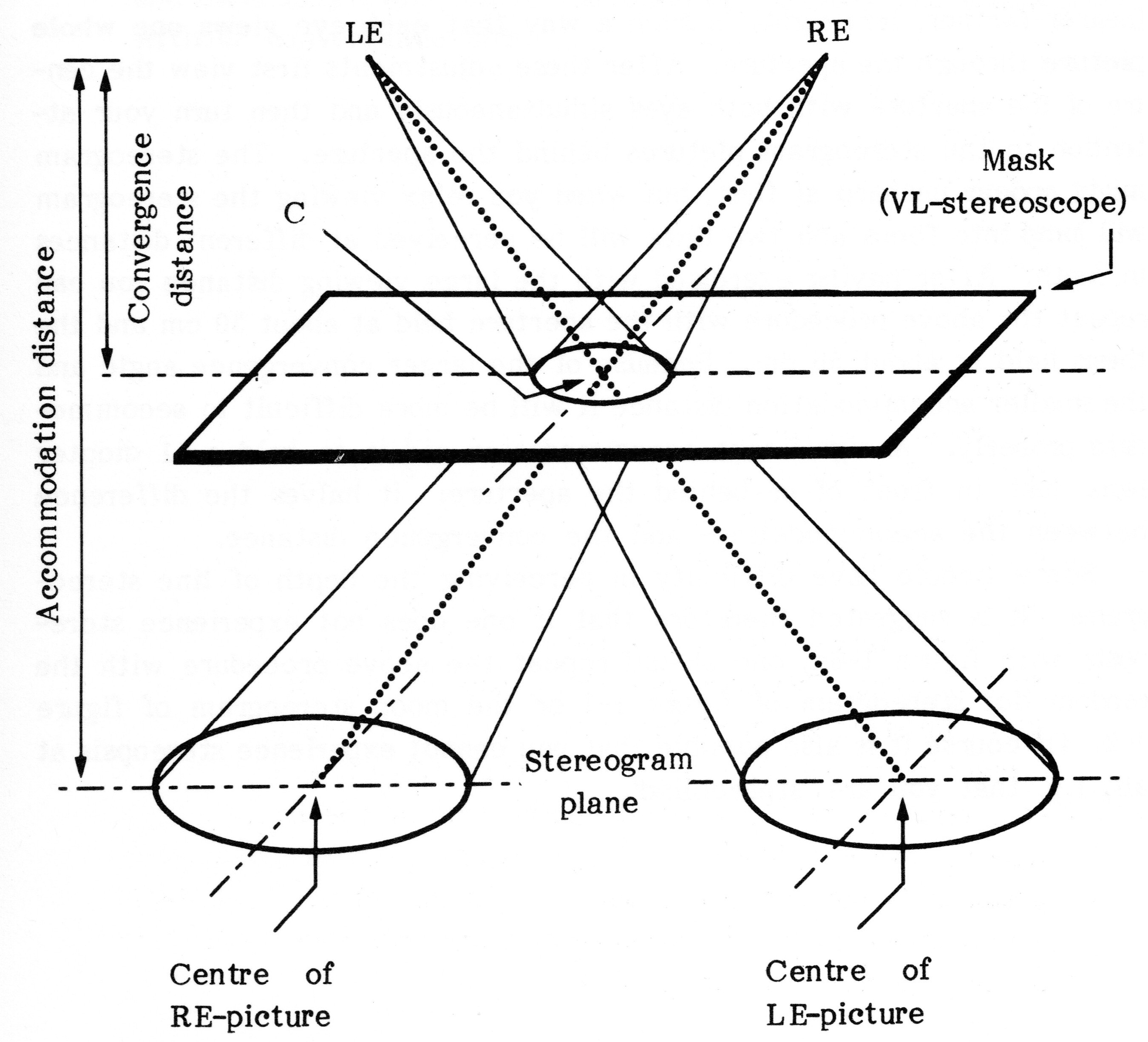
Vergentie-slot stereoscoop

Er moet nu geoefend worden om de oogassen zodanig op een punt vóór het stereogram te laten kruisen dat het linker oog naar het midden van het rechter plaatje kijkt en het rechter oog naar het midden van het linker plaatje. Het helpt daarbij om een punt van een potlood bij het kruispunt te houden en de aandacht op dit punt te richten, en vervolgens te wachten tot het beeld scherp wordt en er diepte wordt gezien.
Krol (1982, p.16-17) gebruikt in plaats van een potlood een kartonnetje met een ronde of vierkante uitsparing. Hierdoor ziet elk oog alleen het eigen plaatje. Bovendien helpt het gat om automatisch juist te convergeren.